# Stavanger Oilers
Stavanger Oilers je norveški klub u športu hokeju na ledu iz grada Stavangera.
Svoje domaće susrete igra u dvorani Siddishalen. 
Službeno ime je Stavanger Ishockeyklubb, ali u običnom govoru ga se zove "Oilersima". 

## Povijest
Klub je osnovan 2000. kao momčad od poduzeća, a utemeljili su ga finski radnici na radu u Norveškoj. Brzo se to pretvorilo u plan za stvaranje jakog športskog kluba, djelimice i kao reakcija na loše vođenje "Viking Hockeya", godinama vladajućeg hokejaškog kluba u Stavangeru. Ključni čovjek u svemu ovome je bio finski poduzetnik Hartti Kristola, koji je povukao svoju novčarsku potporu "Vikingu" i preusmjerio ju ka "Oilersima".

## Vanjske poveznice
- http://www.stavanger-oilers.com  Arhivirana inačica izvorne stranice od 30. lipnja 2016. (Wayback Machine) Službene stranice
- Oilersjentene.com  Arhivirana inačica izvorne stranice od 24. ožujka 2007. (Wayback Machine)